# زلزال فالنتين 1931
زلزال فالنتين 1931 هو زلزالٌ وقعَ في فالنتاين في الولايات المتحدة بتاريخ 16 أغسطس 1931.